# Абстрактний симпліційний комплекс

Геометричне представлення абстрактного симпліційного комплексу, що не є симпліційним комплексом.

В математиці, абстрактним симпліційним комплексом називається комбінаторний об'єкт, що є абстрактним узагальненням геометричного поняття симпліційний комплекс. 
Абстрактний симплекс можна досліджувати алгебричними методами за допомогою кілець Стенлі — Райснера, що визначає важливі зв'язки між комбінаторикою і комутативною алгеброю.

## Означення
Сім'я Δ непустих скінченних підмножин множини S називається абстрактним симпліційним комплексом якщо для кожної множини X у Δ, і кожної непустої підмножини Y ⊂ X, Y також належить Δ.
Скінченні множини, що належать Δ називаються (абстрактними) симплексами комплекса. Симплекс Y називається гранню симплекса X якщо Y ⊂ X. Множиною вершин Δ називається множина  V(Δ) = ∪Δ, що є об'єднанням усіх симплексів Δ. Елементи множини вершин називаються вершинами комплексу. Для кожної вершини v у Δ, множина {v} є симплексом комплексу, і кожен симплекс комплексу є скінченною підмножиною множини вершин.  
Симплекси, що не є гранями інших симплексів називаються максимальними симплексами комплексу. Розмірність симплекса X у Δ за означенням є рівною dim(X) = |X| − 1: симплекси, що мають один елемент мають розмірність 0, симплекси з двох елементів мають розмірність 1 і т. д. Розмірністю комплексу dim(Δ) називається найбільша розмірність його симплексів або нескінченність, якщо існують симплекси як завгодно великих розмірностей.
Комплекс Δ називається скінченним якщо у ньому є скінченна кількість симплексів або еквівалентно, якщо його множина вершин є скінченною. Комплекс Δ називається локально скінченним, якщо кожна його вершина належить лише скінченній кількості симплексів.
Одновимірні абстрактні симпліційні комплекси є математично еквівалентними простим неорієнтованим графам: множина вершин комплексу може розглядатися як множина вершин графу, а множина одновимірних (тобто двоелементних) симплексів як множина його ребер. 
Підкомплексом комплексу Δ називається абстрактний симпліційний комплекс L такий що кожен симплекс L належить також Δ, тобто L ⊂ Δ.
d-кістяк комплексу Δ це підкомплекс Δ, що складається з усіх симплексів Δ розмірність яких не перевищує d. 0-кістяк Δ можна ідентифікувати з його множиною вершин, хоча формально вони не є еквівалентними (множина вершин є єдиною множиною всіх вершин, тоді як 0-кістяк є сім'єю одноелементних множин).
Лінком симплекса Y у Δ (позначається Δ/Y або lkΔ(Y)) називається підкомплекс Δ заданий як
{\displaystyle \Delta /Y:=\{X\in \Delta \mid X\cap Y=\varnothing ,\,X\cup Y\in \Delta \}.}
Лінком пустої множини є комплекс Δ.
Для будь-якого абстрактного симпліційного комплексу Δ існує комплекс  Bd Δ, вершинами якого є симплекси комплексу Δ, а симплексами — сім'ї {\displaystyle (s_{0},...,s_{q})}симплексів з Δ, для яких {\displaystyle (s_{0},...,s_{q})}. Комплекс Bd Δ називається барицентричним розбиттям комплексу Δ.
Для двох абстрактних симпліційних комплексів, Δ і Γ, симпліційним відображенням називається відображення  f  для якого образами вершин Δ є вершини Γ і для кожного симплекса X у Δ, образом множини  f (X) є симплекс у Γ.  Існує категорія SCpx об'єктами якої є абстрактні симпліційні комплекс, а морфізмами симпліційні відображення. Вона є еквівалентною до деякої категорії визначеної для неабстрактних симпліційних комплексів.   

## Геометричне представлення
Кожному абстрактному симпліційному комплексу K можна поставити у відповідність топологічний простір |K|, що називається його геометричним представленням. Два таких представлення є ізоморфними. Топологічний простір X, що є гомеоморфним геометричному представленню |K| деякого комплексу K називається поліедром, а пара (К, f), де f — гомеоморфізм, називається триангуляцією простору. 
Геометричне представлення комплексу K із множиною вершин S можна побудувати у такий спосіб. Нехай |K| підмножина [0, 1]S, що складається з усіх функцій t : S → [0, 1] які задовольняють дві умови:
{\displaystyle \sum _{s\in S}t_{s}=1}
{\displaystyle \{s\in S:t_{s}>0\}\in K.}
Число {\displaystyle t_{s}} називається s барицентричною координатою точки t. Розглянемо [0, 1]S як індуктивну границю [0, 1]A де A пробігає всі скінченні підмножини S і надамо [0, 1]S відповідну фінальну топологію, а |K| — породжену топологію. Отриманий топологічний простір буде геометричною реалізацією комплексу |K|.
На просторі |K| можна ввести альтернативну в загальному випадку сильнішу топологію породженою метрикою {\displaystyle d(t,u)={\sqrt {\sum _{s\in S}(t_{s}-u_{s})^{2}}}}. Множина |K| з цією топологією позначається |K|d. 
Можна задати геометричне представлення і в інших спосіб. Нехай {\displaystyle {\mathcal {K}}} — категорія об'єктами якої є симплекси K, а морфізмами включення. Задамо тотальне впорядкування на множині вершин K і введемо функтор F з {\displaystyle {\mathcal {K}}} у категорію топологічних просторів. Для цього для кожного симплекса X ∈ K розмірності n, нехай F(X) = Δn буде стандартним n-симплексом. Порядок на множині вершин визначає бієкцію між елементами X і вершинами Δn, впорядкованими у звичний спосіб e0 < e1 < ... < en. Якщо Y ⊂ X є симплексом розмірності m < n, то бієкція визначає m-вимірну грань у Δn. Нехай F(Y) →  F(X) є єдиним афінним вкладенням Δn у визначену вище грань симплекса Δn при якому зберігається порядок вершин.
Тоді можна ввести геометричне представлення |K| як категорну кограницю функтора F. А саме |K| є фактор-простором диз'юнктного об'єднання
{\displaystyle \coprod _{X\in K}{F(X)}}
по відношенню еквівалентності, що ідентифікує точку y ∈ F(Y) з її образом при відображенні F(Y) → F(X), для кожного вкладення Y ⊂ X.
Багато комбінаторних властивостей абстрактного симпліційного комплексу можна виразити через топологічні властивості геометричного представлення комплексу. Зокрема еквівалентними є такі твердження:
- Абстрактний симпліційний комплекс K є локально скінченним.
- Топологічний простір |K| є локально компактним.
- |K| = |K|d  як топологічні простори.
- Простір |K| є метризовним.
- Простір |K| задовольняє першій аксіомі зліченності.

Простір |K| є сепарабельним (компактним) тоді і тільки тоді, коли K є не більш ніж зліченним (скінченним).

### Представлення скінченних комплексів в евклідових просторах
Особливо важливе значення має геометричне представлення для скінченних комплексів. У цьому випадку можливе представлення абстрактного симпліційного комплексу у виді звичайного симпліційного комплексу у евклідовому просторі. А саме, n-вимірний комплекс Δ має представлення як симпліційний комплекс у просторі {\displaystyle \mathbb {R} ^{2n+1}}. 
Представлення можна задати у такий спосіб. Нехай множина вершин Δ має m елементів. Позначимо ці вершини {\displaystyle (a_{1},\ldots ,a_{m})}. Виберемо m+1 точку у {\displaystyle \mathbb {R} ^{2n+1}} так щоб жодні 2n+2 з них не були лінійно залежними. Наприклад, можна вибрати точки виду {\displaystyle A^{i}=(i,i^{2},i^{3},\ldots ,i^{2n+1}),\quad 0\leqslant i\leqslant m.}Рівняння {\displaystyle \sum _{k=1}^{2n+2}\lambda _{k}A^{i_{k}}=0} разом з {\displaystyle \sum _{k=1}^{2n+2}=0}
утворюють матрицю Вандермонда визначник якої не є рівним нулю. Отже, рівняння має лише нульовий розв'язок і довільні 2n+2 точки є лінійно незалежними.
Нехай тепер точки {\displaystyle A^{i}} в {\displaystyle \mathbb {R} ^{2n+1}} відповідають точкам {\displaystyle a_{i}}абстрактного комплексу. Відповідно кожному абстрактному симплексу у Δ відповідає симплекс у {\displaystyle \mathbb {R} ^{2n+1}}.
Множина таких симплексів у {\displaystyle \mathbb {R} ^{2n+1}}утворює симпліційний комплекс K, який і є геометричним представленням Δ. З означення Δ відразу випливає, що будь-яка грань симплекса із K є симплексом у K. Із лінійної незалежності точок {\displaystyle A^{i}} випливає що симплекси у K можуть перетинатися лише на своїх границях. Нехай тепер {\displaystyle \sigma ,\tau }— два симплекси у K, що мають розмірності p і q відповідно і r спільних вершин. Тоді загальна кількість точок у якомусь із цих симплексів є рівною {\displaystyle p+q-r+2\leqslant 2n+2}.
Отже всі точки є лінійно незалежними і на них можна побудувати симплекс розмірності {\displaystyle p+q-r+1}для якого {\displaystyle \sigma ,\tau }будуть гранями. Тому їх перетин є або гранню їх обох або порожньою множиною. Отож K дійсно є стандартним симпліційним комплексом у {\displaystyle \mathbb {R} ^{2n+1}}.
Будь-які два геометричні представлення абстрактного симпліційного комплекса є симпліційно гомеоморфними. 
Простір {\displaystyle \mathbb {R} ^{2n+1}} має найменшу розмірність для геометричного представлення усіх абстрактних симпліційних комплексів розмірності n. Для простору {\displaystyle \mathbb {R} ^{2n}} завжди існує абстрактний симпліційний комплекс розмірності n для якого не існує геометричного представлення у {\displaystyle \mathbb {R} ^{2n}}. Наприклад, для n = 1 абстрактний комплекс із п'ятьма вершинами для якого кожна для якого кожна підмножина із двох вершин є симплексом не має геометричного представлення у {\displaystyle \mathbb {R} ^{2}}. Це відбувається тому, що такий же комплекс із чотирма вершинами можна представити лише у виді коли три точки утворюють трикутник, а четверта у його середині (не на сторонах). Тоді п'ята точка мала би бути у середині трьох утворених менших трикутників, що неможливо. Більш загально для довільного n-кістяка абстрактного симплекса розмірності 2n + 2 (симплекса із 2n + 3 вершинами) не існує геоментричного представлення у просторі {\displaystyle \mathbb {R} ^{2n}}.
В загальному випадку абстрактний симпліційний комплекс має геометричне представлення у скінченновимірному просторі {\displaystyle \mathbb {R} ^{n}} тоді і лише тоді коли він є локально скінченним, не більш ніж зліченним і скінченновимірним.

## Кількості абстрактних симпліційних комплексів
Кількість скінченних абстрактних симпліційних комплексів із множиною вершин не більше n елементів є на одиницю меншим ніж n-не число Дедекінка. Ці числа зростають дуже швидко і наразі їх значення відомі лише для n ≤ 8; вони є рівними (починаючи з n = 0):
1, 2, 5, 19, 167, 7580, 7828353, 2414682040997, 56130437228687557907787 послідовність A014466 з Онлайн енциклопедії послідовностей цілих чисел, OEIS. Ці кількості рівні кількостям непустих антиланцюгів для множин із  n елементів.
Кількість абстрактним симпліційних комплексів із множиною вершин к n елементів є рівною "1, 2, 9, 114, 6894, 7785062, 2414627396434, 56130437209370320359966"  послідовність A006126 з Онлайн енциклопедії послідовностей цілих чисел, OEIS, починаючи з n = 1.